# Центральная усадьба совхоза «Сурский»
Центра́льная уса́дьба совхо́за «Су́рский» — посёлок в Сурском районе Ульяновской области, входит в состав Сурского городского поселения.

## География
Посёлок находится на расстоянии примерно 5 км (по прямой) к югу от рабочего посёлка Сурское, административного центра района.

## История
Посёлок основан в советское время.

## Население
| 2010 |
| ---- |
| 674  |

### Национальный состав
Согласно результатам переписи 2002 года, в национальной структуре населения русские составляли 89 % из 681 чел.